# Nystalea bipartita
Nystalea bipartita är en fjärilsart som beskrevs av Herrich-Schäffer. Nystalea bipartita ingår i släktet Nystalea och familjen tandspinnare. Inga underarter finns listade i Catalogue of Life.